# マリア・シュラーダー
マリア・シュラーダー（Maria Schrader, 1965年9月27日 - ）は、ドイツの女優、脚本家、映画監督である。監督作としては2007年の映画『不倫時間』やプライムタイム・エミー賞リミテッドシリーズ監督賞を受賞した2020年のミニシリーズ『アンオーソドックス』などがある。出演作には国際的に成功したテレビシリーズ『ドイツ1983年』（2015年）で知られる。

## 生い立ち
ハノーファーで生まれ、ウィーンのマックス・ラインハルト演劇学校で学んだ。

## キャリア
1999年の映画『Aimée & Jaguar』で第49回ベルリン国際映画祭銀熊賞を獲得した。1990年代には他に監督を務めた『盗聴2』（1995年）や脚本を務めた『ショコラーデ』（1998年）がある。『盗聴2』、『ショコラーデ』は共に当時交際中であったダニー・レヴィとの共作である。
2000年に第50回ベルリン国際映画祭の審査員を務めた。
史上初めてアメリカで放送されたドイツ語のテレビドラマ『ドイツ1983年』（2015年）ではマルティン・ラウチの叔母を演じた。またイギリスでは2016年初頭にチャンネル4で放送されて人気を博した。
2020年にシュラーダーはNetflixのミニシリーズ『アンオーソドックス』を監督し、プライムタイム・エミー賞リミテッドシリーズ監督賞を受賞した。

## 私生活
ユダヤ系の役を演じることが多く、また監督・脚本作にもユダヤ系のキャラクターが登場することが多いが、彼女自身はユダヤ人ではない。

## 主なフィルモグラフィ

### 映画
| 年   | タイトル                                                  | クレジット             | 役名                               | 備考                       |
| ---- | --------------------------------------------------------- | ---------------------- | ---------------------------------- | -------------------------- |
| 1989 | RobbyKallePaul                                            | 脚本・出演             | マル                               |                            |
| 1992 | I was on Mars                                             | 脚本・出演             | シルヴァ                           |                            |
| 1994 | 愛され作戦 Keiner liebt mich                              | 出演                   | ファニー・フィンク                 |                            |
| 1994 | Burning Life                                              | 出演                   | アンナ                             |                            |
| 1995 | 盗聴2 Silent Night                                        | 脚本・出演             | ジュリア                           |                            |
| 1997 | Der Unfisch                                               | 出演                   | ソフィー                           |                            |
| 1998 | ショコラーデ Meschugge                                    | 監督・脚本・出演       | レナ・カッツ                       | ダニー・レヴィとの共同監督 |
| 1998 | アム・アイ・ビューティフル? Bin ich schön?                | 出演                   | エルケ                             |                            |
| 1999 | Aimée & Jaguar                                            | 出演                   | フェリーチェ・シュラーゲンハイム   |                            |
| 2001 | コマーシャル★マン Viktor Vogel – Commercial Man           | 出演                   | ヨハンナ・フォン・シューレンベルク |                            |
| 2001 | エーミールと探偵たち Emil und die Detektive               | 出演                   | フンメル牧師                       |                            |
| 2002 | Väter                                                     | 出演                   | メラニー・クリーガー               |                            |
| 2003 | ローゼンシュトラッセ Rosenstrasse                         | 出演                   | ハンナ                             |                            |
| 2005 | Schneeland                                                | 出演                   | エリザベス                         |                            |
| 2007 | 不倫時間 Liebesleben                                      | 監督・脚本             | N/A                                |                            |
| 2011 | ソハの地下水道 W ciemności                                | 出演                   | パウリナ・ヒゲル                   |                            |
| 2016 | Vor der Morgenröte                                        | 監督・脚本             | N/A                                |                            |
| 2021 | アイム・ユア・マン 恋人はアンドロイド Ich bin dein Mensch | 監督・脚本・製作総指揮 | N/A                                |                            |
| 2022 | SHE SAID/シー・セッド その名を暴け She Said               | 監督                   | N/A                                |                            |

### テレビシリーズ
| 年   | タイトル                         | クレジット | 役名             | 備考                    |
| ---- | -------------------------------- | ---------- | ---------------- | ----------------------- |
| 2015 | ドイツ1983年 Deutschland 83      | 出演       | レノーラ・ラウチ | ミニシリーズ 計8話出演  |
| 2018 | 都市と都市 The City and The City | 出演       | キッシマ・ダット | 計4話出演               |
| 2018 | Deutschland 86                   | 出演       | レノーラ・ラウチ | ミニシリーズ 計10話出演 |
| 2020 | アンオーソドックス Unorthodox    | 監督       | N/A              | ミニシリーズ 計4話監督  |